# Wiener Secession

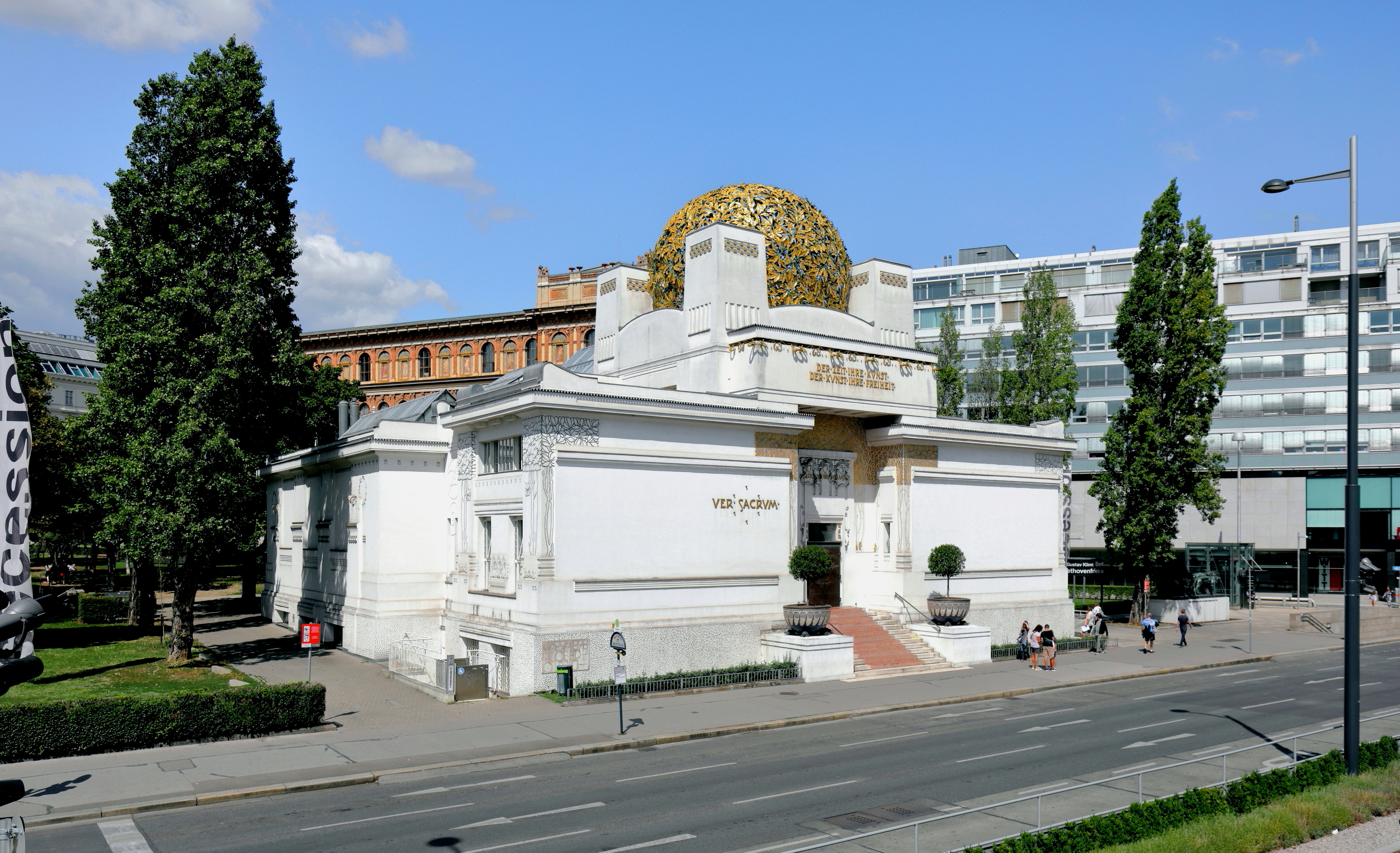
Het gebouw van de Wiener Secession

De Wiener Secession was een vereniging van beeldende kunstenaars (Vereinigung bildender Künstler Oesterreichs (Secession)) in het Wenen van het fin de siècle. Het is tevens de benaming van de plaatselijke variant van de jugendstil. De vereniging werd op 3 april 1897 opgericht door Gustav Klimt, Koloman Moser, Josef Hoffmann, Joseph Maria Olbrich, Max Kurzweil, Carl Moll, Otto Friedrich en andere kunstenaars. Het was een afsplitsing (= secessie) van het Wiener Künstlerhaus, van welke het traditionalisme werd veroordeeld. De Wiener Secession liet zich inspireren door voorgangers in Berlijn en München, waar al eerder secessiebewegingen waren opgericht.
De eerste tentoonstelling van de Wiener Secession opende op 26 maart 1898 in de gebouwen van de  K.K. Gartenbau Gesellschaft aan de Parkring 12 te Wenen. De tweede tentoonstelling vond plaats in het door Olbrich ontworpen Secessionsgebouw, kortweg de Secession. De tweede tentoonstelling vond plaats van 12 november tot eind december 1898. Op het gebouw prijkt onder meer de tekst Ver Sacrum (= heilige lente), de naam van het tijdschrift dat deze vereniging gedurende de beginjaren uitgaf en haar motto: Der Zeit ihre Kunst / der Kunst ihre Freiheit.
Uit de Wiener Secession kwamen in 1903 de Wiener Werkstätte voort, een productiegemeenschap voor toegepaste kunst, die door Hoffmann en Moser werd opgericht. De schilder Gustav Klimt en enkele medestanders verlieten de Secession in 1905.

## Varia
- De Wiener Secession is afgebeeld op het 50 eurocent muntstuk van Oostenrijk.